# KGBeast
KGBeast, alterego supercriminale del sovietico Anatoli Knyazev, è un personaggio dei fumetti DC Comics, creato da Jim Starlin (testi) e Jim Aparo (disegni) per le pagine di Batman (vol. 1) n. 417 (marzo 1988).
Il personaggio inizialmente apparì come il villain principale dell'arco narrativo a lui dedicato noto come Le dieci notti della Bestia scritta prima del crollo del muro di Berlino e quindi in un contesto sociopolitico ancora tiepido tra USA e URSS.

## Biografia del personaggio
Anatoli era un membro del KGB, membro di una cellula speciale di esso nota come "Il martello" dove è stato allenato in varie arti marziali e dove il suo corpo è stato migliorato e potenziato con alcune aggiunte cibernetiche. La CIA l'ha schedato con il nome di KGBeast nonostante, ufficialmente, il suo nome in codice sia solo "The Beast", la Bestia. Prima della sua prima apparizione si afferma che possa aver ucciso circa 200 persone tra cui Anwar El Sadat.

### Le Dieci Notti della Bestia
Mandato da un generale del KGB ad uccidere alcune persone di spicco in USA (tra cui lo stesso presidente Ronald Reagan), il killer arriva a Gotham City dove, ovviamente, affronta il Cavaliere Oscuro che però rimane battuto dal nemico che riesce quindi ad uccidere buona parte delle persone nel suo mirino. In particolare, per assicurarsi di uccidere il suo target, avvelena un intero banquet uccidendo un centinaio di persone.
Nel loro secondo scontro Batman riesce a legarlo con una Batfune, ma Knyazev arriva addirittura ad amputarsi la mano pur di scappare dall'eroe mascherato per portare a termine la sua missione. La mano amputata sarà poi sostituita con un'arma cibernetica acquistata da un venditore di armi gothamita.
Dopo essere riuscito a salvare il presidente, Batman affronta per l'ultima volta KGBeast finendo per bloccarlo all'interno di una porta sigillata ancora in vita (infatti non avrebbe, nemmeno volendo, potuto ucciderlo a causa della CIA), ma comunque indirettamente condannandolo a morte. Nonostante ciò in Batman: Anno Tre la posizione del personaggio sarà alterata e verrà rivelato che, dopo averlo bloccato, Batman ha contattato la GCPD.

### Carriera da mercenario e morte
Dopo la fine dell'Unione Sovietica, KGBeast divenne un supercriminale tradizione divenendo un vero e proprio mercenario al servizio di vari supercriminali, come Lock-Up durante gli eventi di Terra di Nessuno.
Durante la saga della Troika, però, la criminale russa Romana Vrezhenski ha intenzione di rubare un ordigno nucleare grande quanto una palla da baseball aiutata da Anatoli. Quest'ultimo, però, non si farà scrupoli a tradirla in modo da avere l'arma tutta per sé solo per poi essere sconfitto da Robin.
Troverà poi la morte per mano di Tally Man, ingaggiato dal Grande Squalo Bianco, per dare la colpa a Due Facce, ma durante la saga di La notte più Buia il suo corpo verrà rianimato come una lanterna nera.

### Rinascita
Durante il rilancio Rinascita, successivo a Nuovi 52, ma ambientato nello stesso universo, viene ingaggiato da Pinguino, Maschera Nera e Grande Squalo Bianco per uccidere Batman prima che possa portare via Dent. In questa versione è semplicemente uno dei più grandi mercenari al mondo, ha un'isola privata e si fa chiamare unicamente "La Bestia" perdendo quasi ogni contatto con il KGB, ma venendo di più assimilato alla Bestia intesa come Satana con il suo logo che non è altri che non un "666", numero che di solito si usa per indicare proprio Satana. La Bestia sarà un abile antagonista per Batman, ma sarà sconfitto da Duke Thomas. A seguito della prima run di All Star Batman in cui ricompare il suo destino è sconosciuto.

## Altri media

### Cinema

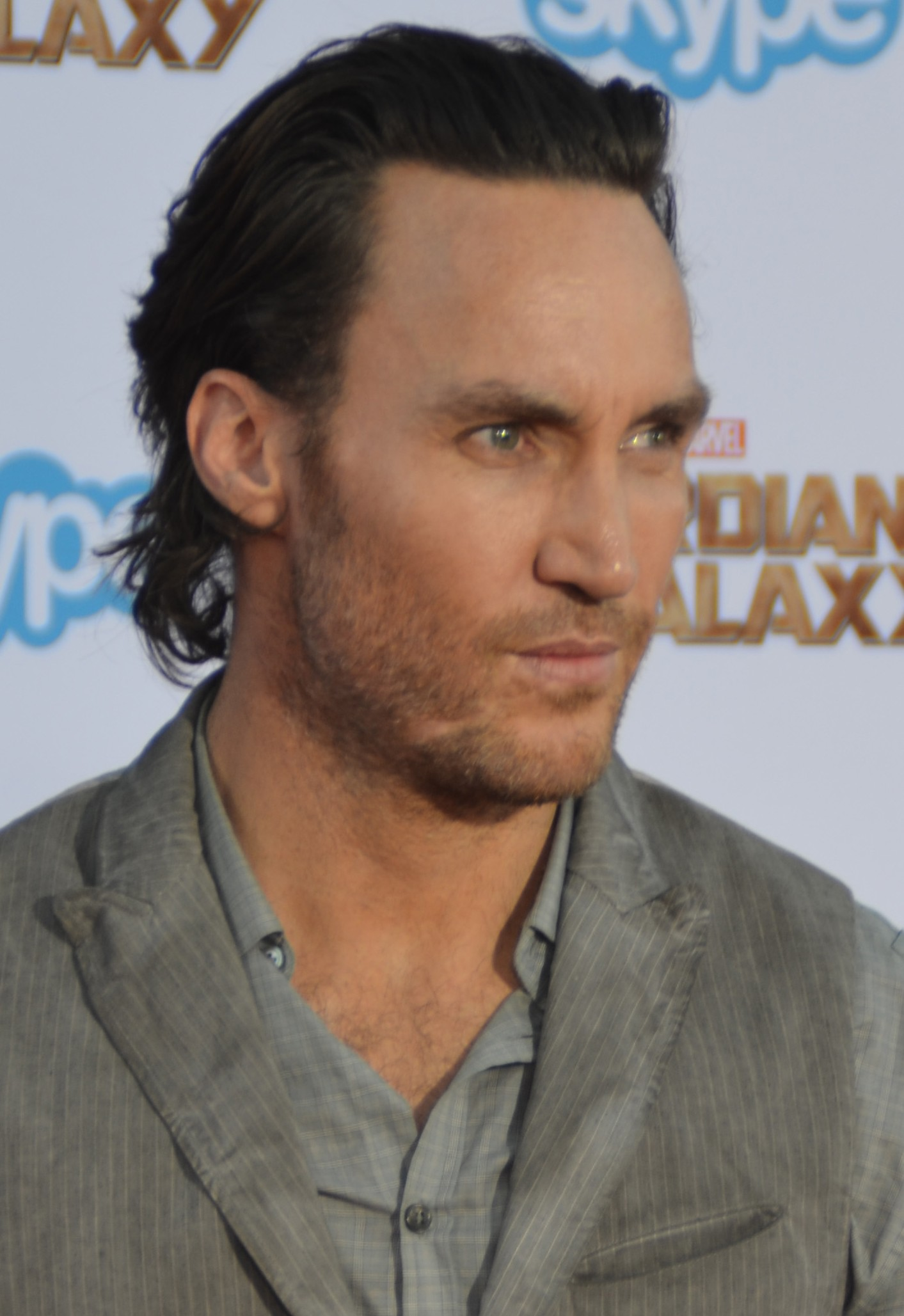
Callan Mulvey interpreta Anatoli Knyazev nel film Batman v Superman: Dawn of Justice

- Callan Mulvey interpreta Anatoli Knyazev come uno dei due antagonisti secondari nel film del DC Extended Universe Batman v Superman: Dawn of Justice (2016), diretto da Zack Snyder.[3] Nel film Anatoli è un sadico e spietato mercenario russo professionista ed ex agente del KGB che lavora per Lex Luthor e che deve recuperare la kryptonite per suo conto. Inoltre svolge gran parte degli altri lavori sporchi ed è il capo dei suoi scagnozzi. Verrà però sconfitto da Batman che farà esplodere il lanciafiamme con cui minacciava il suo ostaggio Martha Kent, la madre di Superman.
- Il regista James Gunn ha rivelato in un'intervista di aver considerato KGBeast tra i possibili personaggi del suo film The Suicide Squad - Missione suicida: non si sa se Gunn avrebbe ripreso lo stesso personaggio visto in Batman v Superman o riscritto da capo il personaggio.

### Animazione

KGBeast nel film d'animazione Batman: Assault on Arkham

- Appare nella puntata Kids Stuff della serie Justice League Unlimited ed, assieme ad altri criminali come Blockbuster, Cheetah e Copperhead, anche lui finisce per essere sconfitto dalla JLA. Nell'episodio Alive si unisce a Grodd per tradire Lex Luthor prima di cambiare nuovamente squadra e venire poi, probabilmente, ucciso da Sinestro.
- Compare nel film animato Batman: Assault on Arkham come personaggio secondario e membro della task force che trova però presto la morte a causa della microbomba nel suo collo impiantata dall'Argus e da Amanda Waller.
- Nella serie animata Harley Quinn appare come un personaggio minore della prima stagione, in competizione con la villain titolare per l'entrata nella prestigiosa Legion of Doom.

### Televisione
- Compare a partire dalla seconda stagione della serie TV Arrow dove è un ex agente del KGB e capitano della Solncevskaja bratva nei flashback di Lian-Yu. In quest'isola, infatti, Anatoli stringe un'amicizia ed un'alleanza con Oliver che verrà vista anche nel presente con un incontro tra i due. Nonostante ciò comparirà come antagonista nella quinta stagione e si riveleranno altri tasselli della sua vita in relazione con Oliver. Il personaggio è ricorrente sia nella seconda che nella quinta stagione dello show ed è interpretato da David Nykl.
- In un episodio di Legends of Tomorrow George Klimovich interpreta il personaggio da giovane nel 1986.

### Videogiochi
- Nel gioco di Batman del 1989 di Tim Burton prodotto dalla Sunsoft il personaggio è un boss pur non comparendo nella pellicola similmente a quanto successo con altri criminali come Falena Assassina.